# Milà-Sanremo 2011
La Milà-Sanremo 2011, 102a edició de la Milà-Sanremo, es disputà el dissabte 19 de març de 2011, sent el vencedor final l'australià Matthew Goss, per davant del suís Fabian Cancellara i el belga Philippe Gilbert.
L'edició comptà amb un recorregut de 298 km, el mateix que en les tres edicions anteriors.

## Equips participants
L'organitzador RCS Sport comunica la llista d'equips convidats el 22 de gener de 2011. 25 equips participaran en la Milà-San Remo: 18 ProTeams i 7 equips continentals professionals: 
- ProTeams : AG2R La Mondiale, Astana Qazaqstan Team, BMC Racing Team, Euskaltel–Euskadi, Garmin-Cervélo, Lampre-ISD, Liquigas-Cannondale, Movistar Team, Omega Pharma-Lotto, Team Leopard-Trek, QuickStep Cycling Team, Rabobank ProTeam, Team RadioShack, Saxo Bank-Sungard, Team HTC-High Road, Team Katusha, Team Sky, Vacansoleil-DCM
- equips continentals professionals: Acqua & Sapone, Androni Giocattoli, Cofidis, Colnago-CSF Inox, Farnese Vini-Neri Sottoli, FDJ, Geox-TMC

## Classificació final
|    | Ciclista          | Equip               | Temps      |
| -- | ----------------- | ------------------- | ---------- |
| 1  | Matthew Goss      | Team HTC-High Road  | 6h 51' 10" |
| 2  | Fabian Cancellara | Team Leopard-Trek   | m. t.      |
| 3  | Philippe Gilbert  | Omega Pharma-Lotto  | m. t.      |
| 4  | Alessandro Ballan | BMC Racing Team     | m. t.      |
| 5  | Filippo Pozzato   | Team Katusha        | m. t.      |
| 6  | Michele Scarponi  | Lampre-ISD          | m. t.      |
| 7  | Yoann Offredo     | FDJ                 | m. t.      |
| 8  | Vincenzo Nibali   | Liquigas-Cannondale | + 3"       |
| 9  | Greg Van Avermaet | BMC Racing Team     | + 10"      |
| 10 | Stuart O'Grady    | Team Leopard-Trek   | + 12"      |